# Enzo Lefort
Enzo-Boris Lefort  (* 29. září 1991 Cayenne, Francouzská Guyana) je francouzský sportovní šermíř kreolského původu, který se specializuje na šerm fleretem. Francii reprezentuje od roku 2012. Na olympijských hrách startoval v letech 2012, 2016 a 2020 v soutěži jednotlivců a družstev. V roce 2014 obsadil třetí místo na mistrovství světa v soutěži jednotlivců a v roce 2019 se stal v Budapešti mistrem světa. S francouzským družstvem fleretistů vybojoval na olympijských hrách 2016 stříbrnou olympijskou medaili. V roce 2014 vybojoval s družstvem titul mistrů světa a v letech 2014, 2015, 2017 a 2019 titul mistrů Evropy. Na Letních olympijských hrách 2020 vyhrál soutěž družstev a byl čtvrtfinalistou soutěže jednotlivců. Stal se čtyřikrát mistrem Francie ve fleretu. Je členem klubu Cercle d'escrime Melun Val de Seine.